# Zdzisław Luszowicz
Zdzisław Rudolf Luszowicz pseud.: Szakal, Pamflet (ur. 26 czerwca 1914 w Krakowie, zm. 28 lutego 2010 w Waterbeck (Szkocja)) – polski nauczyciel, kapitan piechoty Wojska Polskiego, cichociemny.

## Życiorys
Zdzisław Luszowicz ukończył w 1932 roku III Państwowe Gimnazjum im. Jana III Sobieskiego w Krakowie uzyskując maturę. W 1936 roku ukończył z dyplomem magistra filologię klasyczną na Uniwersytecie Jagiellońskim. We wrześniu 1937 roku przeszedł kurs podchorążych rezerwy piechoty przy 20 pułku piechoty Ziemi Krakowskiej. Po ukończeniu kursu pracował jako nauczyciel w prywatnym Gimnazjum Żeńskim Heleny Kaplińskiej w Krakowie.
Od 6 września 1939 roku walczył w 20 pułku piechoty 6 Dywizji Piechoty, następnie do 19 września w obronie Lublina w batalionie „Stadion”. 29 września został internowany przez Armię Czerwoną i wywieziony w głąb ZSRR. W sierpniu 1941 roku dołączył do Armii Andersa, w której dostał przydział do 6 pułku artylerii lekkiej 6 Lwowskiej Dywizji Piechoty. 
Zgłosił się do służby w kraju. W maju 1943 roku został przewieziony do Wielkiej Brytanii. 
Zgłosił się do służby w kraju. Przeszedł przeszkolenie w dywersji, został zaprzysiężony 15 grudnia 1943 roku w Oddziale VI Sztabu Naczelnego Wodza i został przerzucony do Głównej Bazy Przerzutowej w Brindisi we Włoszech. Zrzutu dokonano w nocy z 4 na 5 maja 1944 roku w ramach operacji dowodzonej przez kpt. naw. Edwarda Bohdanowicza.
Luszowicz pozostawał w rejonie zrzutu do 9 czerwca. W lipcu 1944 roku dostał przydział do 27 Wołyńskiej Dywizji Piechoty. 17 lipca wyjechał do Lublina, jednak nie został tam podjęty przez AK. Samodzielnie zaangażował się więc w walki o miasto.
Został aresztowany przez UB (por. Józefa Światłę i chor. Józefa Czereśnię) w grudniu 1944 roku w Warszawie i zesłany do łagru w Stalinogorsku, pod fałszywym nazwiskiem. Zwolniony we wrześniu 1945 roku przedostał się do Czechosłowacji, a następnie do ośrodka dla polskich oficerów w Murnau am Staffelsee. Został przydzielony do 2 Korpusu PSZ, początkowo do ośrodka wypoczynkowego w Porto San Giorgio, a następnie do Wydziału Oświaty Korpusu, gdzie uczył łaciny w Gimnazjum i Liceum Pomocniczej Wojskowej Służby Kobiet w Porto San Giorgio. Od 1947 roku uczył na terenie Wielkiej Brytanii w Szkole Młodszych Ochotniczek (obóz wojskowy Foxley koło Herefordu). Po demobilizacji w 1947 roku uczył języka angielskiego w polskich szkołach na Wyspach, oraz historii w szkołach angielskich.
Zamieszkał z rodziną w Codsall. Był aktywnym działaczem społecznym i polonijnym. W latach 1983–1988 pełnił funkcję członka Rady Narodowej Rzeczypospolitej Polskiej.

## Awanse
- podporucznik – ze starszeństwem od 10 października 1943 roku
- porucznik – 5 maja 1944 roku
- kapitan – zarządzeniem Prezydenta Rzeczypospolitej na uchodźstwie z 10 listopada 1990 roku.

## Odznaczenia
- Krzyż Oficerski Orderu Odrodzenia Polski
- Krzyż Kawalerski Orderu Odrodzenia Polski (15 stycznia 1987)[2]
- Krzyż Walecznych – czterokrotnie
- Złoty Krzyż Zasługi
- Srebrny Krzyż Zasługi
- Medal za Odwagę w Sprawie Wolności (Wielka Brytania)
- wiele innych polskich i alianckich odznaczeń.

## Życie rodzinne
Był synem Józefa, mistrza tapicerskiego, i Marii z domu Kędzierskiej. Mieszkając w Wielkiej Brytanii ożenił się w 1947 roku z Zofią Zaborowską, z domu Bednarek (1914–1993). Mieli czworo dzieci: Marię (ur. w 1947 roku) zamężną Turner, Leszka (ur. w 1949 roku), Weronikę (ur. w 1954 roku) zamężną Carse i Urszulę (ur. w 1957 roku) zamężną Haines.